# 尻内町 (栃木市)
尻内町（しりうちまち）は、栃木県栃木市の町名。郵便番号は328-0203。

## 地理
寺尾地区南部に位置し、東は梓町、西は大久保町・梅沢町・佐野市会沢町、南は千塚町 ・柏倉町、北は都賀町大柿と接している。

## 世帯数と人口
2017年（平成29年）8月31日現在の世帯数と人口は以下の通りである。
| 町丁   | 世帯数  | 人口  |
| ------ | ------- | ----- |
| 尻内町 | 229世帯 | 624人 |

## 施設
公共
- 栃木警察署尻内町駐在所

教育
- 栃木市立寺尾南小学校

商業
- ファミリーマート栃木尻内町店
- ばんどう太郎栃木店

その他
- アルス自然教育園初音山荘
- ToshinTokyoNorthHillsゴルフコース
- 尻内橋

## 交通

### バス
栃木市営バス
■星野御岳山線・■出流観音線
- 尻内入口 - 尻内篠崎前 - 尻内石井前

### 道路
国道
- 国道293号

主要地方道
- 栃木県道32号栃木粕尾線（鍋山街道）

## 小・中学校の学区
市立小・中学校に通う場合、学区は以下の通りとなる。
| 番地 | 小学校               | 中学校             |
| ---- | -------------------- | ------------------ |
| 全域 | 栃木市立寺尾南小学校 | 栃木市立寺尾中学校 |